# Erik Kihlman
Erik Lorenzo Kihlman, född 4 februari 1895 i Vasa, död 16 oktober 1933 i Borgå, var en finländsk litteraturhistoriker och översättare. Han var sonson till Alfred Kihlman och son till Lorenzo Kihlman.
Kihlman blev filosofie doktor 1921 med avhandlingen Ur Ibsen-dramatikens idéhistoria, och var från 1926 docent i nordisk litteratur vid Helsingfors universitet. Han har utgett Ur Finlands svenska lyrik (1923), K. A. Tavaststjernas diktning (1926), Svensk nutidsdikt i Finland (1928) och Mikale Lybeck (1932), vilket sistnämnda stora verk är hans huvudarbete. Kihlman var från 1929 redaktionssekreterare vid tidskriften Nya Argus.
Kihlman omkom vid en bilolycka, då han jämte maka och konstnärsparet Henry och Mariquita Ericsson körde ner i Borgå å efter att ha besökt Jarl Hemmer.

## Översättningar (urval)
- Grazia Deledda: Regina Tagliamari: Ett äktenskaps historia (Nostalgie). (Hökerberg, 1922.) Även utg. i Finland samma är med titeln Hemlängtan.
- Giovanni Papini: Mannen som var slut (Un uomo finito). (Bonnier, 1923.)
- Francisco de Quevedo: Lazarillo de Tormes och Pablos de Segovia: Två skälmromaner. (Bonnier, 1923.)
- Finsk dikt (i svensk tolkning av Arvid Mörne och Erik Kihlman). (Schildt, 1933.)